# مارماهی بزرگ دماغه
مارماهی بزرگ دماغه (نام علمی: Conger wilsoni) نام یک گونه از سرده مارماهی‌های بزرگ است.